# Prix Kenzaburō-Ōe
Le prix Kenzaburō-Ōe (大江健三郎賞) est un prix littéraire japonais patronné par l'éditeur Kodansha (講談社), prix créé en 2006 pour célébrer deux anniversaires : Le centième anniversaire de la création de la maison d'édition Kodansha et le cinquantième anniversaire de la carrière littéraire de Kenzaburō Ōe (大江健三郎). L'objet de ce prix est de récompenser un roman japonais parmi ceux publiés l'année précédente, le choix revenant à Ōe et à lui seul. Le prix a été remis de 2007 à 2014.
Comme l'un des buts de ce prix et de promouvoir des romans japonais de la jeune génération qui représente la parole des intellectuels japonais, le prix est accordé au meilleur roman qui contient des qualités littéraires dont Ōe juge du potentiel et du résultat.
Le lauréat ne reçoit pas de somme d'argent mais son roman sera traduit dans d'autres langues telles que l'anglais, le français ou l'allemand en vue de publication.
Le vainqueur est invité à une conversation ouverte avec Kenzaburō Ōe, ce qui vaut compensation pour la critique de son roman par Ōe.

## Liste des lauréats
| Année | Auteur            | Titre                                                                                           | Traduction française   |
| ----- | ----------------- | ----------------------------------------------------------------------------------------------- | ---------------------- |
| 2007  | Yū Nagashima      | Yūko-chan no Chikamichi (夕子ちゃんの近道)                                                      | -                      |
| 2008  | Toshiki Okada     | Watashitachi ni Yurusareta Tokubetsu na Jikan no Owari (わたしたちに許された特別な時間の終わり) | -                      |
| 2009  | Reiji Ando        | Hikari no Mandara, Nihon Bungaku Ron (光の曼荼羅 日本文学論)                                    | -                      |
| 2010  | Fuminori Nakamura | Suri (掏摸)                                                                                     | Pickpocket, Picquier   |
| 2011  | Tomoyuki Hoshino  | Ore Ore (俺俺)                                                                                  | -                      |
| 2012  | Risa Wataya       | Kawaisou da ne ? (かわいそうだね？)                                                             | Pauvre Chose, Picquier |
| 2013  | Yukiko Motoya     | Arashi no pikunikku (嵐のピクニック )                                                           | -                      |
| 2014  | Kei Iwaki         | Sayōnara, orenji (さようなら、オレンジ)                                                         | -                      |